# Sysquake
Sysquake è un software di calcolo numerico di Calerga. È in gran parte compatibile con MATLAB. I grafici interattivi danno i rapporti diretti ed intuitivi di presentazione con utente fra le varie quantità (effetto del parametro su una simulazione per esempio).